# 2021年横浜市長選挙
2021年横浜市長選挙（2021ねんよこはましちょうせんきょ）は、日本の地方自治体である横浜市の執行機関である横浜市長を選出するために2021年（令和3年）8月8日に告示され、8月22日に投開票が行われた選挙である。

## 概要
現職の林文子の任期満了に伴い行われた。立候補者は計8名で、横浜市長選としては1982年および1996年の6名を上回り過去最多となった。また年内には衆院選が控えており、菅義偉首相（神奈川2区選出）の地盤でもある横浜市での首長選挙の結果は、今後の政権運営にも影響を与えるとして注目を集めた。
選挙戦では、林市政が推進するカジノを含む統合型リゾート施設（IR）誘致の是非が選挙戦での最大の争点となった。IR誘致をめぐっては、市民団体「カジノの是非を決める横浜市民の会」がIR誘致の是非を問う住民投票の実施を求めて署名活動を行い19万筆を超える署名を集めた（住民投票の実施は市議会で否決）。同団体を母体としたIR反対の市民団体は、立憲民主党が推薦する山中竹春を支持し、日本共産党と社会民主党も山中の支援を決めた。
現職の林文子はIR推進の立場で立候補したが、多選などを理由に自由民主党は支持をせず、IR誘致に賛成する地元経済界や自民党市議の一部から支援を受けるかたちになった。一方で自民党県連会長で現職閣僚であった小此木八郎が、横浜へのIR誘致を取りやめを掲げて立候補を表明。党内でIR誘致をめぐり意見が割れたため自民党は自主投票にすることとなったが、菅首相や自民地元議員らが応援をし、保守分裂選挙となった。

## 基礎データ

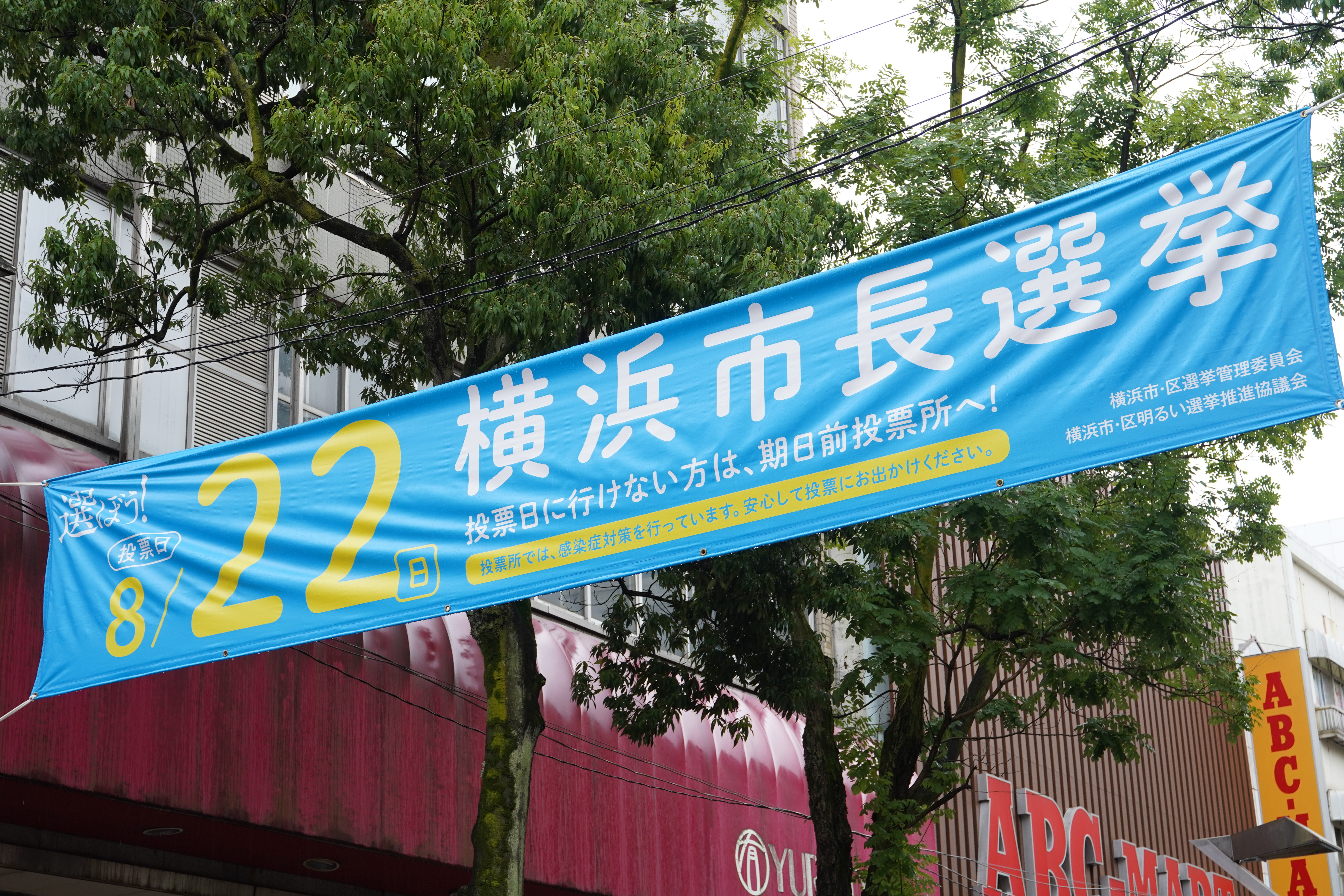
選挙啓発の横断幕

- 選挙事由：任期満了
- 告示日：2021年8月8日
- 投票日：2021年8月22日

### 主な争点
- カジノを含む統合型リゾート施設（IR）誘致の是非[4]（詳細は後述）。
- 新型コロナウイルスへの対策[8][9]。
- 3期12年の林市政への評価[8][10]。

### 選挙啓発
横浜市選挙管理委員会は、啓発キャラクターにお笑いコンビ「ホンジャマカ」の石塚英彦と元AKB48の倉持明日香を起用し、投票日が8月22日（ハチニーニー）であることを強調したPR動画をYouTubeで公開した。キャッチフレーズは「選ぼう！」。

## 立候補者
8名、立候補届け出順。1982年・1998年の6人を上回り過去最多となった。
| 氏名                             | 年齢 | 肩書                                           | ホームページなど                                  |
| -------------------------------- | ---- | ---------------------------------------------- | ------------------------------------------------- |
| 太田正孝 （おおた まさたか）     | 75   | 前横浜市会議員                                 | 太田正孝                                          |
| 田中康夫 （たなか やすお）       | 65   | 作家、元長野県知事、元参議院議員、元衆議院議員 | 田中康夫 横浜市長選挙2021特設サイト               |
| 小此木八郎 （おこのぎ はちろう） | 56   | 前衆議院議員、前国家公安委員長                 | 無所属 前国務大臣 おこのぎ八郎 officialsite       |
| 坪倉良和 （つぼくら よしかず）   | 70   | 水産仲卸会社社長、横浜魚市場卸協同組合理事     | 坪倉良和 - 横浜から日本を変える革命爺！           |
| 福田峰之 （ふくだ みねゆき）     | 57   | 元衆議院議員                                   | 福田峰之特設ページ                                |
| 山中竹春 （やまなか たけはる）   | 48   | 元横浜市立大学医学部教授・特命副学長           | 山中竹春(やまなか たけはる) OFFICIAL WEB SITE     |
| 林文子 （はやし ふみこ）         | 75   | 横浜市長（現職）                               | 横浜市長 林文子のオフィシャルサイト               |
| 松沢成文 （まつざわ しげふみ）   | 63   | 前参議院議員、元神奈川県知事                   | 前神奈川県知事・参議院議員 松沢しげふみ公式サイト |

### 立候補を取りやめた人物
- 藤村晃子 - 日本動物虐待防止協会代表理事
  - 3月31日、会見で立候補を表明[12]。7月27日、立候補取りやめを発表し、太田への支援を表明した[13][14]。その後同年10月の第49回衆議院議員選挙に神奈川3区より無所属で出馬したが落選し、翌年の第26回参議院議員選挙にも神奈川県選挙区より参政党公認で出馬したが再び落選した。
- 郷原信郎 -  弁護士
  - 7月7日、会見で立候補を表明。8月5日、他候補の落選運動に専念するとして立候補取りやめを発表[15]。

### 立候補が取り沙汰された人物
- 三原じゅん子 - 参議院議員
  - 三原は自民党が擁立を模索するも[16]、6月中旬に断念した[17]。
- 松田公太 - 実業家、元参議院議員[16]
- 渡辺真理 - フリーアナウンサー[18]

## タイムライン

### 2021年
- 1月8日 - 1月6日に市民活動団体が統合型リゾート（IR）誘致賛否を問う住民投票条例制定に必要な法定数の約3倍の19万3,193人分の署名を集め、横浜市に請願を含めて提出[19]。横浜市議会は、住民投票を行うための条例案の審議を請願提出者の意見陳述込みで2日間行うも[20]、林文子市長が「住民投票の意義を見出せない」との見解を示していたこともあり[21]、この日、自民党・無所属の会と公明党の反対多数に伴い条例案は否決された[22][23][注 1]。
- 1月15日 - 太田が会見で立候補を表明。出馬会見ではIR誘致に反対の姿勢を示した[25]。
- 4月8日 - 横浜市選挙管理委員会が市長選挙の日程を『告示日:8月8日、執行日（投票日）:8月22日』と決定[26]。
- 4月12日 - 立憲民主党神奈川県連最高顧問の江田憲司は、第三者を通して山中に初めて面会した。江田はこのころ候補者選定を党から一任されていた[27]。
- 5月下旬 - 小此木は菅義偉首相と面会し、立候補する意向を伝えた[28][29][30]。
- 6月1日 - 福田が会見で立候補を表明[31]。「行政のデジタル化」「再生エネルギーの推進」等を公約とした[32]。
- 6月5日 - 自民党横浜市連幹部は会合を開き、林を支援しない方向でいくことを確認した[33]。
- 6月14日 - 江田は山中を連れ、横浜港ハーバーリゾート協会会長の藤木幸夫を訪問[34]。
- 6月15日 - 立憲民主党神奈川県連は山中の擁立に向けた最終調整を実施[35]。
- 6月22日 - 小此木が閣議後記者会見で立候補を表明[36]。
- 6月24日 - 横浜商工会議所会頭の上野孝は定例記者会見で、IR誘致を実現する人が市長として望ましいとの見解を示した[37]。
- 6月25日
  - 小此木は市役所で会見し、立候補を正式表明。IR中止を明言した[28]。
  - 福田は会見で、IR誘致賛成を表明した[38][39]。
- 6月29日
  - 坪倉が立候補を表明。IRの横浜港・山下埠頭への誘致に関しては、「経緯が不明瞭」と反対の立場を表明した。同埠頭に市場機能を置き、市民や観光客らが訪れる食の拠点を提案。子どもが食育を学ぶ場や料理教室を開設するとした。政策の実現のために政治家、行政、企業、市民からなる「横浜未来創造会議室」の設立を目指すという坪倉は、「誰でも挑戦できる街にしたい」と訴えた[40]。
  - 山中が立候補を正式表明。IRについて「断固反対で即刻撤回の立場」と、反対の姿勢を強調し、現在取り組むべき課題は新型コロナウイルス感染対策だと指摘し、「専門家としてわかりやすい情報開示やワクチンの接種を加速する」と述べた[41]。
- 7月1日 - 市民団体「カジノ反対の市長を誕生させる横浜市民の会」は山中の支持を決定[6]。
- 7月8日
  - 田中が会見で立候補を表明。会見の中で、独自の政策「12の取り組みYOKOHAMA2021」を発表し、市内18区に根差した行政サービスの充実化、デリバリー型給食「ハマ弁」を単独校調理方式への見直し、旭区の上瀬谷通信施設跡地の「統合型レスキュー拠点」構想を提示し、IR誘致については反対の姿勢を示した[42]。
  - 社民党県連はこの日までに山中を支援する方針を確認[43]。
- 7月11日 - 自由民主党横浜市連が、小此木（神奈川県連会長）がIR誘致に反対の姿勢であることを理由に自主投票とすることを決定[44]。
- 7月14日 - 横浜商工会議所の坂倉徹副会頭らが発起人を務める「林文子市長の再選をめざす横浜市民の会」が発足[45]。林は同団体の約50人と面会し、出馬要請文書を受領した[46]。
- 7月15日 - 現職の林が会見で立候補を正式表明[47]。会見の中で「3期12年の経験を生かし、新型コロナ対策を進める」上で「医療、福祉、教育をきちんとやるためにも経済を活性化させる」為にIR誘致を「経済活性化の一つの核」と位置付け、推進する意向を示した。また、自身の任期中に制定された、3期を目安とする「多選自粛条例」について問われ、「『努力目標』という意図であり、時と場合による」と各人で解釈が分かれる旨の発言を行った[47]。
- 7月16日 - 小此木が横浜市長選挙へ立候補するため衆議院議長宛てに議員辞職願を提出[48]。
- 7月17日 - 藤木幸夫は山中を全面支援する考えを表明し、山中の政治団体「横浜をコロナとカジノから守る会」の代表に就任した[49]。
- 7月18日 - 小此木の議員辞職が許可。
- 7月20日 - 松沢成文が会見で立候補を表明[50]。IR反対署名活動を行った「カジノの是非を決める横浜市民の会」の共同代表だった小林節が松沢の支援団体の代表世話人を務めることが明らかにされた[51]。
- 7月21日
  - 日本共産党神奈川県委員会は山中の支援を決定[52]。
  - 公明党本部は自主投票を決定。ただし、党本部の方針により、横浜市内選出の市議と県議全員が小此木の「自主的支援」に回ることとなった[53]。
- 7月27日
  - 連合神奈川が山中の推薦を決定[54]。
  - 山下公園通り会、協同組合元町エスエス会、横浜中華街発展会協同組合の3団体で構成する「YMC協議会」の代表者3人が林に、山下ふ頭の再開発に関する提案書を提出[55]。横浜中華街発展会協同組合の高橋伸昌理事長はIR誘致に賛成を表明している[56]。
- 7月29日 - 小此木の事務所が「意見広告」として、神奈川県下ローカルのタウン誌「タウンニュース」にて、父親の秘書であった菅義偉内閣総理大臣との対談記事を掲載[57]。対談の記事の中で菅は小此木を「全面的かつ全力で応援する」と明言[58]。
- 8月3日 - 藤木は日本外国特派員協会での会見で候補者選定を江田に一任していたと説明した[注 2][60]。
- 8月8日 - 告示。立候補に伴い公職選挙法の規定により同日付で太田は横浜市会議員を、松沢は参議院議員をそれぞれ失職した。太田の失職に伴う横浜市会議員補欠選挙は9月26日投票[61]。松沢の欠員分は2022年7月の第26回参議院議員通常選挙の際に合併選挙で補充された[注 3]。
- 8月10日 - 朝日新聞は電話調査の結果を公表。「小此木がわずかな差で先行し、山中と林が激しく追う展開」と報じた[62]。
- 8月14日 - 神奈川新聞は電話調査に取材結果を加味した情勢分析を公表。「山中が先行し、小此木が追う展開。林、松沢、田中が続く」と報じた[63]。
- 8月22日 - 投開票。NHKなど複数のメディアが投票締め切りの午後8時と同時に山中の当選確実を報道した[64][65]。

## 争点

### IR誘致
2017年に実施された前回市長選挙で、林市長はIR誘致について「白紙」を掲げ3選を果たしたが、2019年8月にはそれまでの姿勢から一転してIR誘致の表明をしている。こうしたことを受けIR誘致に反対する市民団体「カジノの是非を決める横浜市民の会」は、誘致是非を問う住民投票条例制定を市長に直接請求するための署名集めを行い、2020年12月には請求に必要な法定数（有権者数の50分の1）の3倍を超える約19万筆の署名を提出した。住民投票の実施には、市議会で住民投票条例案が可決されることが必要だが、自民党と公明党が反対したことで条例案は否決され住民投票は実施されないこととなった。
| IR誘致への立場 | 立候補者 | 立候補者 | 立候補者 | 立候補者 | 立候補者 | 立候補者 |
| -------------- | -------- | -------- | -------- | -------- | -------- | -------- |
| 推進           | 福田     | 林       |          |          |          |          |
| 反対           | 太田     | 小此木   | 坪倉     | 山中     | 田中     | 松沢     |

## 選挙結果
各候補の得票率

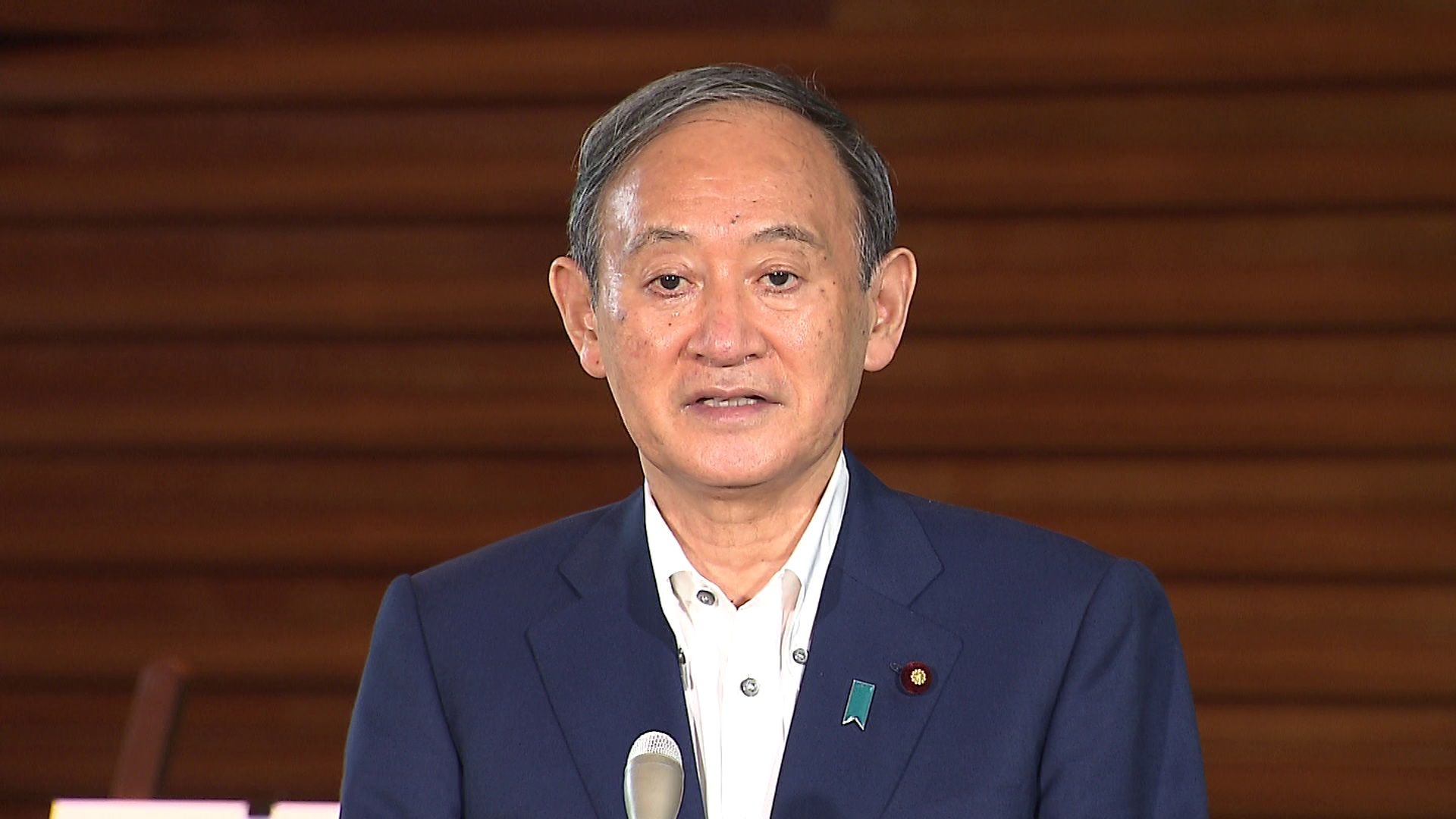
横浜市長選挙の結果について会見する内閣総理大臣菅義偉（2021年8月23日、総理大臣官邸にて）

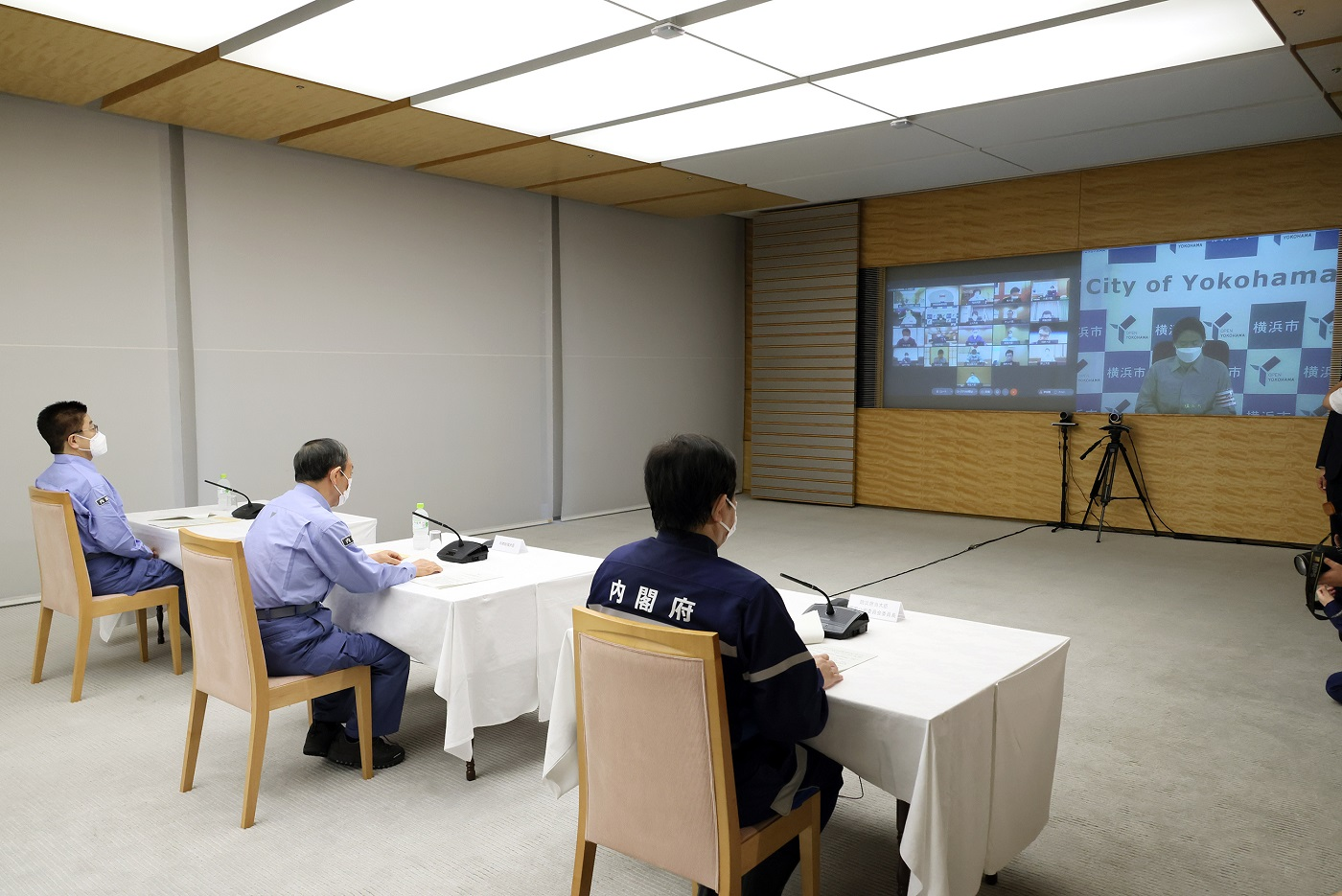
横浜市長選挙直後の総合防災訓練にてオンライン上で対面した内閣総理大臣菅義偉（手前中央）と横浜市長山中竹春（奥右のモニター）（2021年9月1日、総理大臣官邸にて）

開票の結果、山中が小此木や現職の林ら7候補を破り初当選を果たした。小此木は鶴見区以外のすべての区で山中にリードを許したほか、林は現職でありながらすべての区で山中・小此木にリードを許した上に、一部の区では田中・松沢にまで後塵を拝す惨敗となった。
前出3人のほか田中・松沢の5人が得票率10%を超え、供託金没収を免れた。
山中は支援を受けた立憲民主党・日本共産党・社会民主党支持層の7割近くを固め、無党派層からも最多となる4割の支持を得た。また、自由民主党・公明党の支持層も1割前後が山中を支持した。市議団が小此木支持と林支持で割れた自民党の支持層では、4割弱が小此木、2割が林を支持した。小此木は実質的に支援を受けた公明党支持層の7割弱も固めたが、無党派層からは1割程度と伸び悩んだ。無党派層の投票先では田中康夫が2割弱と山中に次いで多く、林と松沢は1割前後だった。
争点の1つとなったIR誘致は有権者の2割が賛成し、7割が反対した。山中は反対した層の5割近くから支持を受けた一方、賛成した層は林に4割の支持にとどまり、林はIR賛成票をまとめきれなかった。また、最も重視する政策課題として新型コロナ対策を挙げた層は5割が山中に投票し、読売新聞は菅政権のコロナ対策への不満が現れたと分析した。ANNが21・22日に行った世論調査では、菅内閣の支持率が25.8％となり、政権発足以来最低を記録する結果が出た。その後、菅首相が9月3日に同月中に予定されている自民党総裁選への立候補を断念することを表明し、首相を退任することが決まったが、メディアは「横浜市長選の大敗が引き金になったのは間違いない」と指摘している。
※当日有権者数：3,103,678人 最終投票率：49.05%（前回比：+11.84pts）
| 候補者名   | 年齢 | 所属党派 | 新旧別 | 得票数    | 得票率 | 推薦・支持     |
| ---------- | ---- | -------- | ------ | --------- | ------ | -------------- |
| 山中竹春   | 48   | 無所属   | 新     | 506,392票 | 33.59% | 立憲民主党推薦 |
| 小此木八郎 | 56   | 無所属   | 新     | 325,947票 | 21.62% |                |
| 林文子     | 75   | 無所属   | 現     | 196,926票 | 13.06% |                |
| 田中康夫   | 65   | 無所属   | 新     | 194,713票 | 12.92% |                |
| 松沢成文   | 63   | 無所属   | 新     | 162,206票 | 10.76% |                |
| 福田峰之   | 57   | 無所属   | 新     | 62,455票  | 4.14%  |                |
| 太田正孝   | 75   | 無所属   | 新     | 39,802票  | 2.64%  |                |
| 坪倉良和   | 70   | 無所属   | 新     | 19,113票  | 1.27%  |                |

| 区         | 山中    | 山中  | 小此木  | 小此木 | 林      | 林    | 田中    | 田中  | 松沢    | 松沢  | 福田   | 福田 | 太田   | 太田 | 坪倉   | 坪倉 |
| 区         | 得票    | %     | 得票    | %      | 得票    | %     | 得票    | %     | 得票    | %     | 得票   | %    | 得票   | %    | 得票   | %    |
| ---------- | ------- | ----- | ------- | ------ | ------- | ----- | ------- | ----- | ------- | ----- | ------ | ---- | ------ | ---- | ------ | ---- |
| 合計       | 506,392 | 33.59 | 325,947 | 21.62  | 196,926 | 13.06 | 194,713 | 12.92 | 162,206 | 10.76 | 62,455 | 4.14 | 39,802 | 2.64 | 19,113 | 1.27 |
| 鶴見区     | 30,977  | 29.89 | 32,466  | 31.32  | 11,267  | 10.87 | 12,538  | 12.10 | 8,834   | 8.52  | 4,037  | 3.90 | 2,260  | 2.18 | 1,264  | 1.22 |
| 神奈川区   | 29,406  | 30.75 | 27,240  | 28.48  | 11,333  | 11.85 | 11,858  | 12.40 | 8,148   | 8.52  | 3,871  | 4.05 | 2,132  | 2.23 | 1,642  | 1.72 |
| 西区       | 13,103  | 30.79 | 9,362   | 22.00  | 6,486   | 15.24 | 6,034   | 14.18 | 3,852   | 9.05  | 2,097  | 4.93 | 974    | 2.29 | 647    | 1.52 |
| 中区       | 17,156  | 30.09 | 12,359  | 21.67  | 9,797   | 17.18 | 8,027   | 14.08 | 4,830   | 8.47  | 2,351  | 4.12 | 1,573  | 2.76 | 932    | 1.63 |
| 南区       | 23,765  | 31.34 | 18,275  | 24.10  | 11,265  | 14.86 | 9,230   | 12.17 | 7,048   | 9.29  | 2,869  | 3.78 | 2,348  | 3.10 | 1,027  | 1.35 |
| 港南区     | 31,246  | 33.72 | 21,016  | 22.68  | 12,883  | 13.90 | 10,688  | 11.53 | 10,276  | 11.09 | 3,141  | 3.39 | 2,343  | 2.53 | 1,075  | 1.16 |
| 保土ケ谷区 | 27,804  | 33.91 | 17,877  | 21.81  | 11,295  | 13.78 | 10,252  | 12.51 | 8,765   | 10.69 | 3,019  | 3.68 | 1,909  | 2.33 | 1,061  | 1.29 |
| 旭区       | 35,119  | 35.37 | 20,595  | 20.74  | 12,841  | 12.93 | 12,508  | 12.60 | 11,466  | 11.55 | 3,369  | 3.39 | 2,169  | 2.18 | 1,212  | 1.22 |
| 磯子区     | 22,259  | 32.24 | 14,048  | 20.35  | 9,469   | 13.72 | 7,654   | 11.09 | 6,410   | 9.28  | 2,221  | 3.22 | 6,149  | 8.91 | 827    | 1.20 |
| 金沢区     | 31,271  | 36.50 | 18,183  | 21.23  | 11,134  | 13.00 | 9,885   | 11.54 | 9,253   | 10.80 | 2,686  | 3.14 | 2,207  | 2.58 | 1,045  | 1.22 |
| 港北区     | 47,892  | 33.70 | 28,074  | 19.76  | 17,743  | 12.49 | 20,883  | 14.70 | 15,439  | 10.87 | 6,949  | 4.89 | 3,156  | 2.22 | 1,961  | 1.38 |
| 緑区       | 24,999  | 34.91 | 14,672  | 20.49  | 8,541   | 11.93 | 9,183   | 12.82 | 7,926   | 11.07 | 4,025  | 5.62 | 1,481  | 2.07 | 786    | 1.10 |
| 青葉区     | 47,249  | 36.87 | 20,651  | 16.12  | 14,246  | 11.12 | 18,254  | 14.25 | 15,695  | 12.25 | 8,271  | 6.45 | 2,455  | 1.92 | 1,321  | 1.03 |
| 都筑区     | 29,016  | 34.23 | 15,704  | 18.53  | 10,940  | 12.91 | 12,152  | 14.34 | 9,848   | 11.62 | 4,233  | 4.99 | 1,878  | 2.22 | 995    | 1.17 |
| 戸塚区     | 39,158  | 33.75 | 22,606  | 19.48  | 15,640  | 13.48 | 15,197  | 13.10 | 14,799  | 12.75 | 4,314  | 3.72 | 2,912  | 2.51 | 1,403  | 1.21 |
| 栄区       | 19,696  | 37.17 | 10,301  | 19.44  | 7,138   | 13.47 | 6,015   | 11.35 | 6,381   | 12.04 | 1,588  | 3.00 | 1,292  | 2.44 | 571    | 1.08 |
| 泉区       | 21,257  | 34.15 | 12,609  | 20.26  | 8,638   | 13.88 | 7,885   | 12.67 | 7,723   | 12.41 | 1,929  | 3.10 | 1,401  | 2.25 | 809    | 1.30 |
| 瀬谷区     | 15,019  | 32.39 | 9,909   | 21.37  | 6,270   | 13.52 | 6,470   | 13.95 | 5,513   | 11.89 | 1,485  | 3.20 | 1,163  | 2.51 | 535    | 1.15 |